# Bitwa pod Ndżameną (2008)
Bitwa pod Ndżameną (2008) – starcie, które miało miejsce 2 lutego 2008 roku, gdy siły rebeliantów przeciwne rządom prezydenta Idriss Déby zaatakowały Ndżamenę, stolicę Czadu. Kolumna rebeliantów, która wyruszyła z baz we wschodniej części kraju w kierunku stolicy, liczyła ok. 300 pojazdów i 2-3 tys. bojowników. Rebelianci wtargnęli do miasta od południa i wschodu, zajmując jego dużą część. Zaatakowany został silnie broniony Pałac Prezydencki. Nie został on jednak zdobyty, a w dwa dni później wojska rządowe wyparły rebeliantów z Ndżameny, zmuszając ich do taktycznego odwrotu w kierunku wschodnim.
Zwycięstwo to pozwoliło rządowi przejąć kontrolę nad stolicą. Tymczasem sytuacja humanitarna w regionie stała się katastrofalna – tysiące cywilów uciekało z miejsca walk, głównie do Kamerunu.
Atak na stolicę był częścią dłuższej kampanii wojskowej mającej na celu obalenie rządzącego Czadem od 1990 r. prezydenta Idrysa Deby’ego.

## Geneza konfliktu

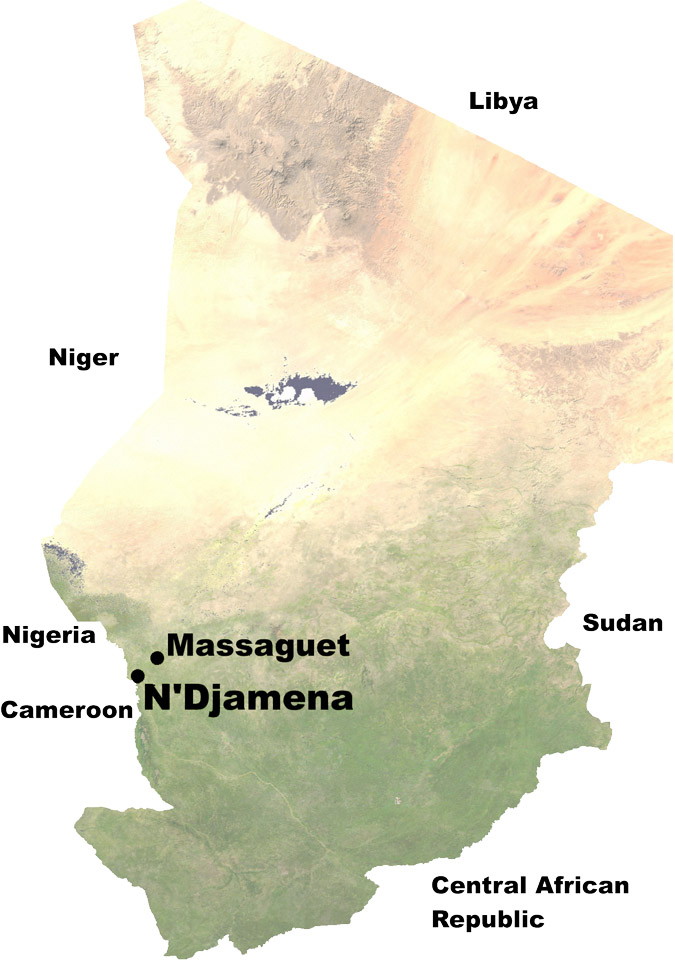
Lokalizacja Ndżameny oraz Massaguet w Czadzie

Powstanie we wschodniej części Czadu trwa od października 2005 roku. Konflikt jest rezultatem wieloletniego kryzysu politycznego i społecznego. Szesnaście lat rządów prezydenta Idrysa Déby’ego cechuje się brutalnym zwalczaniem opozycji i wydalaniem dysydentów do państw sąsiednich, głównie do Sudanu i Republiki Środkowoafrykańskiej. Rebelianci zarzucają prezydentowi faworyzowanie grupy etnicznej Zaghawa, z której się wywodzi, malwersacje finansowe oraz oszustwa wyborcze.
Sam konflikt rozpoczął się, gdy część żołnierzy armii rządowej (w większości pochodząca z grupy etnicznej Zaghawa) zdezerterowała i rozpoczęła walkę z rządem. Dezercje spowodowała decyzja Deby’ego o zmianie konstytucji i ubieganiu się o kolejną, trzecią już, kadencję.
Konflikt ten pogarsza stosunki z sąsiednim Sudanem, który władze Czadu oskarżają o wspieranie rebelii oraz faktyczne kierownictwo nad nią. Rebelianci byli wielokrotnie oskarżani są o współpracę ze słynącą z brutalności sudańską milicją z Darfuru, dżandżawidami.
Wkrótce po rozpoczęciu wojny, siły rządowe odparły atak rebeliantów na stolicę w kwietniu 2006 roku. Rebelianci odpowiedzialni za atak, należący do „Zjednoczonego Frontu na rzecz Demokratycznej Zmiany” (FUC), zawiązali w październiku z głównych frakcji opozycyjnych „Unię Sił na rzecz Demokracji i Rozwoju” (UFDD), która podjęła kolejną ofensywę przeciwko siłom rządowym.
W nocy z 15 marca na 16 marca 2006 roku, doszło do nieudanej próby zamachu stanu, którego celem było obalenie prezydenta Idrysa Déby. Za próbą puczu przeprowadzoną przez zrewoltowaną część armii stali dwaj siostrzeńcy prezydenta – bracia Erdimi oraz generał Sedi Aguid. Wszyscy trzej uciekli do ogarniętej rebelią wschodniej części kraju i połączyli się z rebeliantami ze „Zjednoczonego Frontu na rzecz Demokratycznej Zmiany” (FUC).
Jesienią 2007 roku odbyły się rozmowy pokojowe w Trypolisie z inicjatywy rządu Libii, który podjął się mediacji, między rządem Czadu a czterema głównymi ugrupowywaniami rebeliantów – „Unii Sił na rzecz Demokracji i Rozwoju” (UFDD), RFC, UFDD-M oraz CNT. Ostatecznie negocjacje doprowadziły do porozumienia pokojowego podpisanego 25 października 2007 w Syrcie, w obecności prezydenta Idrissa Déby, libijskiego lidera Muammar al-Kaddafiego oraz prezydenta Sudanu Umara al-Baszira.
W ramach umowy rebelianci oraz rząd zgodzili się na natychmiastowe zawieszenie broni, ogólną amnestię i wstępowanie rebeliantów do wojska oraz tworzenie partii politycznych.
W listopadzie 2007 roku porozumienie pokojowe zostało złamane, a wojna wznowiona. Sygnatariusze porozumienia w Syrcie, postanowił przeciwdziałać prezydentowi Déby, przez integrację swoich sił wojskowych. Tak więc 13 grudnia 2007 roku, UFDD, UFDD-K oraz RFC ogłosiły stworzenie jednolitego dowództwa wojskowego z kolegialnym kierownictwem.

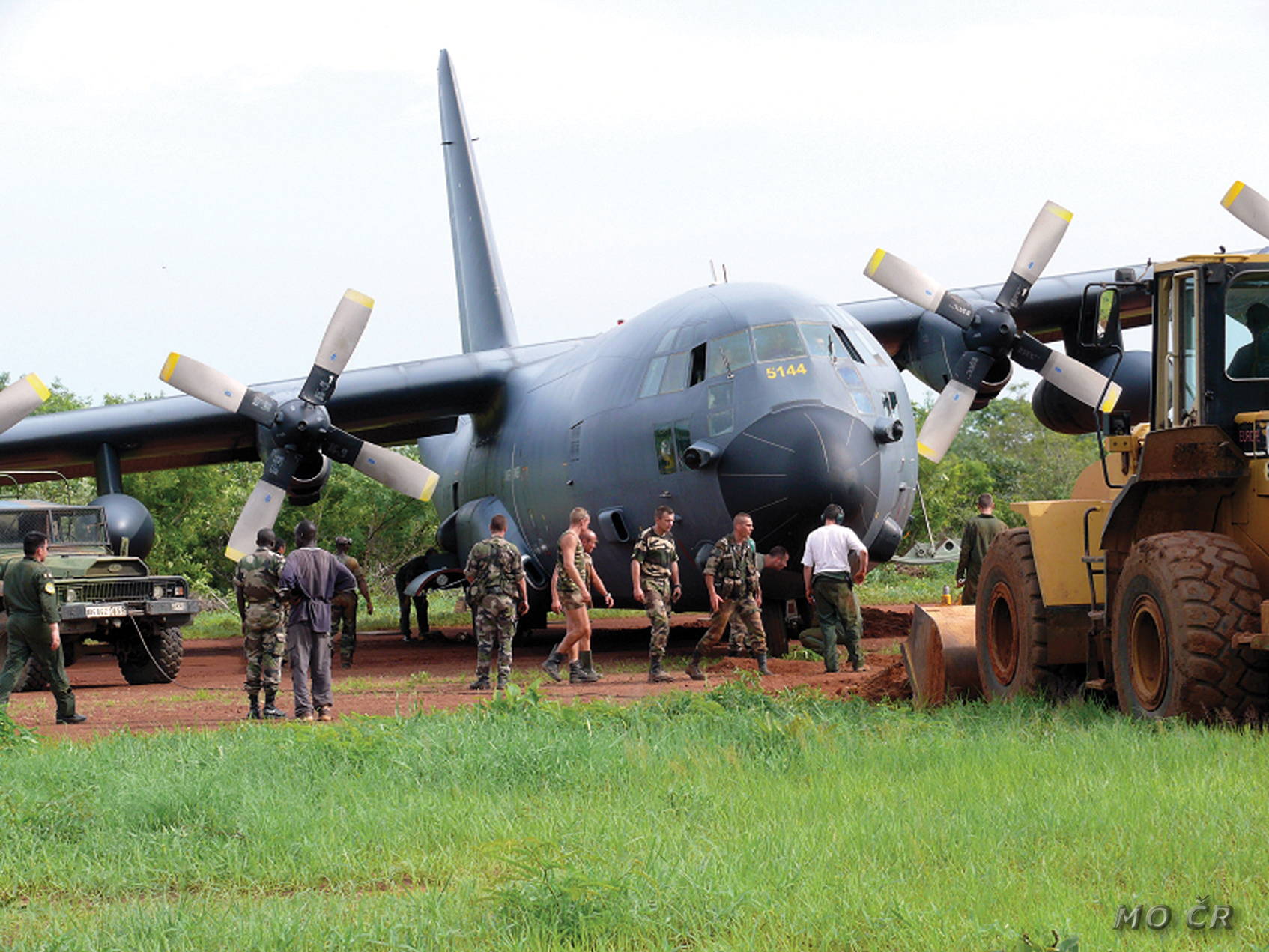
Operacja EUFOR w Czadzie

Cały okres od pierwszej próby zdobycia stolicy upłynął na wojnie pozycyjnej – żadna ze stron nie zdobyła się na akcję o szerszym zasięgu.
W międzyczasie wojska rządowe intensywnie umacniały stolicę.
Dopiero podjęcie decyzji o wysłaniu w rejon konfliktu sił Unii Europejskiej w ramach misji wojskowej EUFOR zmobilizowało rebeliantów do działania. Z początkiem lutego ruszyła szeroko zakrojona ofensywa, której celem było zdobycie stolicy.

## Preludium bitwy
Siły rebeliantów rozpoczęły pochód w kierunku stolicy, w okolicach wschodniej granicy z Sudanem, ponad 1000 kilometrów od Ndżameny. Rebelianci wyruszyli w kolumnie 300 pojazdów, z których każdy zdolny był do przewozu od 10 do 15 mężczyzn. 30 stycznia 2008 roku rebelianci zajęli Oum Hadjer, będące strategicznie ważnym miastem w centralnej części regionu Batha, leżącym około 400 km od stolicy.
1 lutego 2008 roku, doszło do nierozstrzygniętego starcia w osadzie Massaguet, leżącej ok. 50 km na północny wschód od stolicy. W zasadzce zginął szef sztabu prezydenta Déby’go, Daoud Soumain.
Wobec rosnącego napięcia Francja wysłała dodatkowych 126 żołnierzy do Czadu, którzy dołączyli do 1100 żołnierzy stacjonujących w stolicy. Wśród zagranicznych sił było także 54 irlandzkich żołnierzy oraz 14 żołnierzy austriackich, którzy przybyli do Ndżameny 31 stycznia 2008 roku, jako cześć misji EUFOR Tchad/RCA, mającej na celu ochronę uchodźców w obozach we wschodnim Czadzie. Oblężenie zmusiło misję do pozostania w stolicy.
Unia Europejska wznowiła ponowne rozmieszczanie swoich wojsk 12 lutego 2008 roku.

## Bitwa

### 2 lutego: Walki w stolicy
Walki wybuchły około siódmej rano, większość sił rebeliantów przemieszczała się w kierunku Pałacu Prezydenckiego. W centrum miasta było widać kłęby dymu oraz słychać ogień z broni maszynowej i ciężkiej. Według części świadków rebelianci wypuścili więźniów z miejskiego aresztu. Ambasada Arabii Saudyjskiej została zbombardowana podczas walk, w wyniku ostrzału śmierć poniosła żona oraz córki jednego z pracowników ambasady. Rebelianci w piętnastu pojazdach zaatakowali hotel Libia, który służył jako budynek parlamentu.
W trakcie walk na ulicach zniszczonych zostało około 30 rządowych czołgów.
Rebelianci przejęli kontrolę nad przedmieściami stolicy oraz częścią centrum po intensywnej walce z siłami rządowymi. Pałac Prezydencki z prezydentem wewnątrz został otoczony, a broniący go żołnierze użyli ciężkiej broni przeciwko rebeliantom.
Walki w ciągu dnia były tak intensywne, iż w pewnym momencie, francuscy żołnierze zaangażowani zostali w wymianie ognia z nieznanym napastnikiem, chroniąc jeden z hoteli, w którym schronili się obcokrajowcy. W starciu dwóch francuskich żołnierzy zostało lekko rannych.
Tuż przed zmierzchem wojska rządowe dokonały próby zepchnięcia rebeliantów do wschodniej części miasta oraz odbicia niektórych terytoriów w centrum miasta. Jednak zyski z tej operacji nie były znaczące. W niektórych częściach miasta rebelianci byli witani entuzjastycznie przez mieszkańców.

### 3 lutego: Odwrót rebeliantów
Walki toczyły się w centrum miasta. Rządowe helikoptery zaatakowały kolumnę z rebeliantami w południowej części miasta. Śmigłowce zaatakowały także rebeliantów, którzy szturmowali silnie broniony pałac prezydenta w zachodniej części miasta. W wyniku walk miasto zostało podzielone na dwie części.
Pod koniec dnia rebelianci zostali wyparci z Ndżameny przez wojska rządowe.
Jednakże rzecznik sił rebelianckich stwierdził, że oddziały Frontu dokonały taktycznego odwrotu na wschodnie obrzeża stolicy w oczekiwaniu na wsparcie i dostawy amunicji oraz żywności.

### 4 lutego: Exodus mieszkańców
Komisarz Narodów Zjednoczonych ds. Uchodźców, poinformował, że tysiące mieszkańców Czadu próbowało przedostać się do sąsiedniego Kamerunu. W wyniku walk z miasta uciekło blisko 20 tysięcy mieszkańców.
Ewakuowanych zostało także 397 cudzoziemców, głównie Francuzów, lecz również Niemców, Belgów, Hiszpanów, Egipcjan, Portugalczyków i Ormian. Ewakuowani przewiezieni zostali przez francuskie samoloty do stolicy Gabonu, Libreville.
Ewakuację zorganizowały również Chiny (Pekin jest zainteresowany czadyjskim przemysłem naftowym) – 210 „kontynentalnych” Chińczyków oraz 2 obywateli Tajwanu zostało ewakuowanych do sąsiedniego Kamerunu.
Rebelianci ze „Zjednoczonego Frontu na rzecz Demokratycznej Zmiany” zapowiedzieli pod koniec dnia natychmiastowe wstrzymanie ognia. Deklaracja ta była spowodowana groźbą francuskiej interwencji zbrojnej.

## Następstwa
Rzecznik sił rebelianckich, Abderraman Koulamallah, poinformował, że dowódcy Frontu, „świadomi cierpień ludności cywilnej”, wyrazili zgodę na wstrzymanie walk. Uczynili to zgodnie z inicjatywą pokojową braterskich krajów, Libii i Burkina Faso. Jednakże Front domaga się rozpoczęcia rozmów z rządem w celu pokojowego rozwiązania konfliktu w Czadzie oraz przywrócenia demokratycznych rządów. Jednym z głównych postulatów rebeliantów jest odejście prezydenta Idrysa Déby’ego jako wstępnego warunku dla wszelkich porozumień.
Premier Czadu, Nourredine Delwa Kassiré Coumakoye odrzucił postulaty, argumentując, iż siły rebeliantów zostały rozbite, a same rozmowy pokojowe stały się bezprzedmiotowe.
Rebelianci pozostali na rogatkach miasta, twierdząc, iż mogą z łatwością zająć miasto, gdyby nie kontyngent wojsk francuskich. 5 lutego miasto było sporadycznie ostrzeliwane, jednak panował w nim spokój. 6 lutego rząd Czadu przeprowadził atak z powietrza przy pomocy helikopterów na pozycje rebeliantów pod miastem.
Również 6 lutego, prezydent Czadu Idriss Déby, po spotkaniu z francuskim ministrem obrony Hervé Morin, potwierdził, iż siły rebeliantów zostały pokonane, a wojska rządowe kontrolują stolicę, jak i całe terytorium państwa. W swoim przemówieniu oskarżył rząd Sudanu o wspieranie i faktyczne kierownictwo nad próbą zdobycia stolicy.
Rząd Sudanu natychmiast zaprzeczył tym oskarżeniom.
W miesiąc po bitwie rząd rozpoczął kopanie rowów o głębokości 3 metrów wokół miasta, z kilkoma ufortyfikowanymi bramami, mającymi utrudnić przyszłe ataki na stolicę. W sierpniu 2008 roku sąd w Ndżamenie skazał przywódców rebelii in absentia na karę śmierci, wśród osób skazanych byli między innymi były prezydent Hissène Habré oraz watażków Timane Erdimi i Mahamat Nouri.
13 marca 2008 roku podpisano w Dakarze porozumienie kończące wojnę czadyjsko-sudańską. Oficjalnie wznowiono stosunki dyplomatyczne, lecz obie strony nadal oskarżały się o łamanie postanowień pokojowych. W maju 2008 roku Sudan zerwał stosunki dyplomatyczne ze swym sąsiadem po tym, jak rebelianci z Darfuru zaatakowali stolicę Sudanu – Chartum. Prezydent Umar al-Baszir uznał, że Czad wspierał rebeliantów, jednak Czad stanowczo temu zaprzeczył.

## Ofiary
Nie jest znana dokładna liczba zabitych podczas konfliktu. Według organizacji Lekarze bez Granic (MSF), 300 osób zostało przewiezionych do szpitali. Już po zakończeniu walk MSF powiedziało, iż zabitych zostało 100 cywilów, a blisko 700 zostało rannych. Czerwony Krzyż oszacował liczbę zabitych na 160 osób, a rannych na ponad tysiąc. 6 marca, prezydent Idriss Déby wydał oświadczenie, w którym stwierdził iż w walkach zostało zabitych 700 osób, w większości cywilów.

## Konsekwencje humanitarne
Większość personelu organizacji humanitarnych została ewakuowana z Czadu, a wiele tysięcy mieszkańców opuściło swoje domy w poszukiwaniu bezpieczeństwa w sąsiednim Kamerunie. Zaniepokojenie budzi także los liczących prawie pół miliona uchodźców we wschodnim Czadzie.

## Zaangażowanie Francji
Francuskie siły są obecne w Czadzie od 1986 roku. Zostały tam rozmieszczone podczas operacji „Epervier”, podczas wojny czadyjsko-libijskiej. Przed, ale zwłaszcza po bitwie pod Ndżameną w 2006 roku, francuskie samoloty brały udział w misjach rozpoznawczych w celu ustalenia zakresu zaangażowania Sudanu we wspieraniu rebelii.
Francuskie siły zbrojne odegrały również niewielki, lecz istotny udział w bitwie w 2006 roku, gdzie wsparły działania rządu logistycznie, ale bez udziału w samej walce.
Według francuskiego dowództwa, 580 cudzoziemców ewakuowano 3 lutego, a kolejnych 320 – 4 lutego. W sumie ewakuowanych zostało prawie 1300 obcokrajowców.
Francja również zaoferowała 3 lutego możliwość ewakuacji prezydentowi Idrisowi Déby’mu, lecz propozycja została odrzucona.

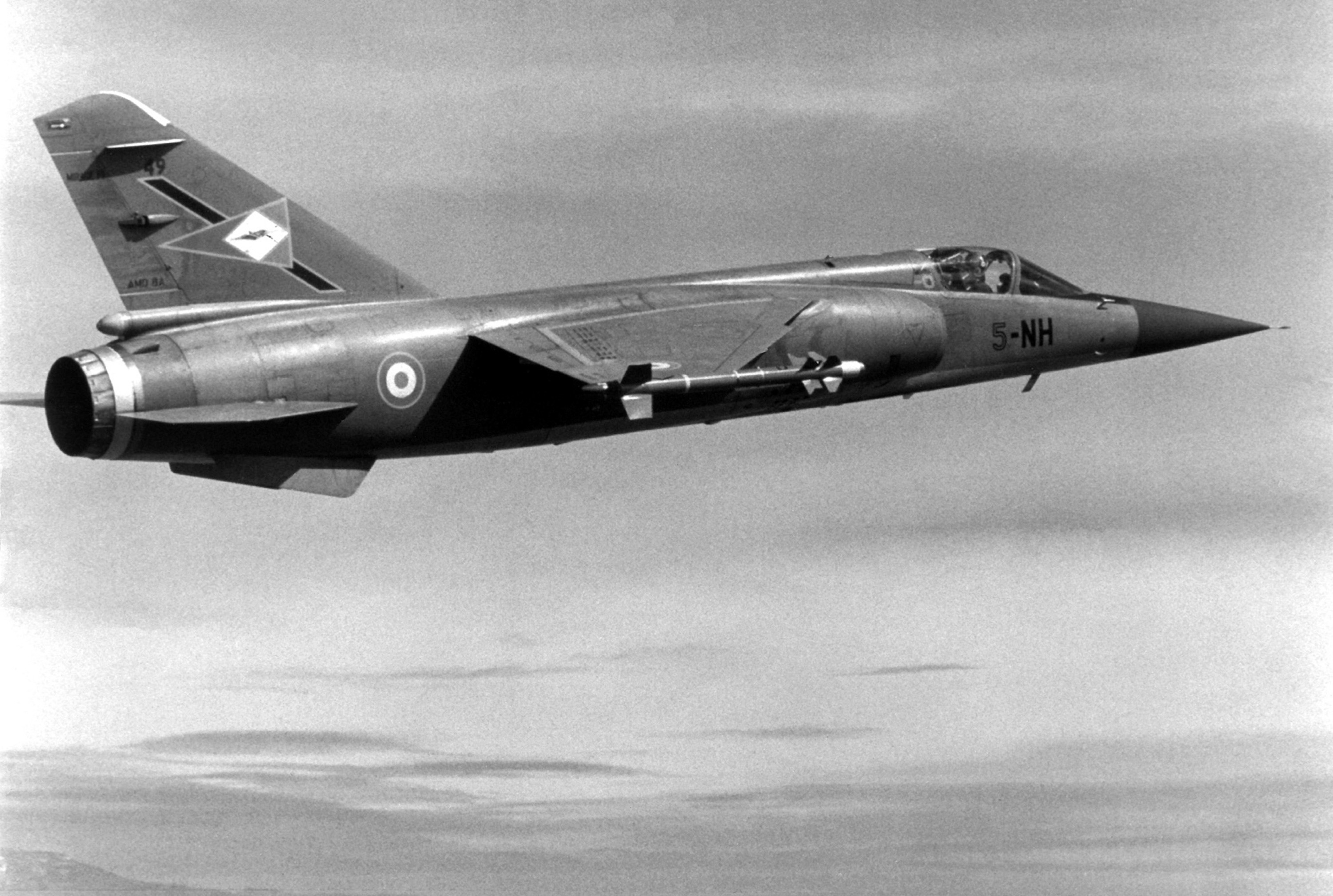
Francuskie myśliwce Mirage F1 wykorzystywane do patrolowania granicy czadyjsko-sudańskiej

Nie obyło się także bez wymiany ognia między rebeliantami a francuskimi żołnierzami ochraniającymi międzynarodowy port lotniczy, która został wykorzystany przez personel francuski do ewakuacji ludzi, jak i również jako baza dla wojskowych helikopterów Czadu. Także francuskie myśliwce Mirage F1 wykorzystywane do bojowych lotów rozpoznawczych, stacjonowały na lotnisku do 3 lutego, gdy wszystkie zostały przeniesione do Libreville dla bezpieczeństwa.
4 lutego dwa myśliwce Mirage powróciły i kontynuowały loty rozpoznawcze. Rebelianci oskarżali samoloty francuskie o otwarcie ognia, lecz nie znalazło to potwierdzenia. Francja stanowczo zaprzecza jakoby brała jakikolwiek udział podczas bitwy.
5 lutego prezydent Nicolas Sarkozy potwierdził, że wojska francuskie byłyby gotowe do interwencji zbrojnej w razie potrzeby. Francja dostarczyłaby Czadowi środki medyczne oraz wsparcie logistyczne i wywiadowcze podczas wojny. Jednakże w żaden sposób Francja nie zobowiązuje się do interwencji w obronie suwerenności Czadu.
Podjęta została także decyzja o kontroli przez francuskie lotnictwo granicy Czadu z Sudanem, aby zapobiec zewnętrznej ingerencji w walkach pomiędzy rebeliantami a wojskiem rządowym.